# Anne Bradstreet
Anne Bradstreet född 1612 i Northampton, död 16 september 1672 i New Andover, var en engelsk/amerikansk författare.
Bradstreet växte upp i England. Hon gifte sig vid 16 års ålder och flyttade till Massachusetts vid 18 års ålder. Hon var den första kolonist som gav ut en diktsamling och var Nordamerikas mest kända poet på 1600-talet.
Hennes make var ofta bortrest och hon fick ta hand om barnen på egen hand. Det var under denna tid som hon började med att skriva om sin familj och om religion. Hon visade sin poesi endast för sin familj. Hennes systers make lät publicera hennes dikter. Det var den första gången en samling dikter utgavs en amerikan.
Nedslagskratern Bradstreet på planeten Venus är uppkallad efter henne.